# Юбо, Жан
Жан Юбо́ (фр. Jean Hubeau; 22 июля 1917, Париж — 19 августа 1992, там же) — французский пианист и музыкальный педагог.
Учился в Парижской консерватории у Поля Дюка и Лазара Леви.
В 1942 г. возглавил Версальскую музыкальную академию, в 1957—1982 гг. был профессором Парижской консерватории по классу камерного ансамбля (среди учеников Юбо были, в частности, Жак Рувье, Оливье Шарлье, Филипп Аиш).
В репертуар Юбо-пианиста наиболее видное место занимали произведения Дюка и Форе, а также Шумана.
Жан Юбо также работал как композитор, однако его собственные музыкальные сочинения не снискали особого признания.